# Scalesia stewartii
Scalesia stewartii là một loài thực vật có hoa trong họ Cúc. Loài này được Riley miêu tả khoa học đầu tiên năm 1925.